# Fernando Aínsa
Fernando Aínsa Amigues, né le 24 juillet 1937 à Palma de Majorque et mort le 6 juin 2019 à Saragosse, est un écrivain hispano-uruguayen.

## Carrière
Né en 1937 à Palma de Majorque, Fernando Aínsa émigre à l’âge de 14 ans avec sa famille en Uruguay.
De 1974 à 1999, il vit à Paris et travaille à l'Unesco où il est directeur littéraire des Éditions UNESCO. Il s'installe ensuite en 1999 à Saragosse. Essayiste, romancier, poète et critique littéraire reconnu, il élabore une œuvre importante et traduite dans différentes langues (anglais, français, italien, polonais, portugais, arabe, roumain, russe).
Il est membre correspondant de l'Académie nationale des Lettres de l'Uruguay et membre du Patronat royal de la Bibliothèque nationale d'Espagne.
Il reçoit de nombreux prix nationaux et internationaux au Mexique, en Argentine, en Espagne, en France et en Uruguay.
Dans son œuvre critique, Fernando Aínsa s'intéresse à la littérature et à la pensée hispano-américaine, aux concepts d'identité et d'utopie. Il est l'auteur de dix romans ou recueils de nouvelles et cinq recueils de poèmes.

## Œuvres

### Essais
- Las trampas de Onetti, Montevideo, Alfa, 1970.
- Tiempo reconquistado: siete ensayos sobre literatura uruguaya, Montevideo, Géminis, 1977.
- Los buscadores de utopía, Caracas, Monte Ávila, 1977.
- Identidad cultural de Iberoamérica en su narrativa, Madrid, Gredos, 1986.
- Necesidad de la utopía, Montevideo, Nordan, 1991.
- De la Edad de Oro a El Dorado: génesis del discurso utópico americano, México, Fondo de Cultura Económica, 1992.
- Nuevas fronteras de la narrativa uruguaya: 1960-1993, Montevideo, Trilce, 1993.
- La reescritura de la historia en la nueva narrativa latinoamericana, San José (Costa Rica), Facultad de Letras, 1995.
- La reconstrucción de la utopía, México, Correo de la Unesco, 1999.
- Espacios del imaginario latinoamericano. Propuestas de geopoética, La Havane, Editorial Arte y Literatura, 2002.
- Pasarelas. letras entre dos mundos, Paris, Índigo, 2002.
- Narrativa hispanoamericana del siglo XX: del espacio vivido al espacio del texto, Zaragoza, Prensas universitarias, 2003.
- Del topos al logos. Propuestas de geopoética, Madrid-Frankfurt, Iberoamericana-Vervuert, 2006.
- Palabras nómadas. Nueva cartografía de la pertenencia (2012).
- Los guardianes de la memoria. 5 ensayos más allá de la globalización (2013).

### Aphorismes et méditation
- De aquí y de allá. Juegos a la distancia (1991).
- Travesías (1999).
- Prosas entreveradas, Zaragoza, Cálamo, 2009.

### Romans et nouvelles
- El testigo (1964)
- En la orilla (1966)
- Con cierto asombro (1968)
- De papá en adelante (1970)
- Las palomas de Rodrigo (1988)
- Los naufragios de Malinow (1989)
- Con acento extranjero (1985)
- El paraíso de la Reina María Julia (1995, Bogotá, Índigo-Tercer mundo, 1995)
- Los que han vuelto (2009)
- Naufragios del Mar del Sur (2011)

### Poésie
- Aprendizajes tardíos, Séville, Renacimiento, 2007.
- Bodas de oro, Córdoba (Argentine), El copista, 2011.
- Clima húmedo, Montevideo, Trilce, 2011.
- Poder del buitre sobre sus lentas alas, Zaragoza, Olifante, 2012.
- Pausa poética, Antología, 2015.

### En traduction française
- D'ici et de là-bas. Jeux de distance (1987).
- Traversées (2014).

## Distinctions
- 2018 : Doctorat honoris causa de l'Université de Poitiers[6].